# Рексем (округ)
Рексем  (англ. Wrexham County Borough, валл. Bwrdeistref Sirol Wrecsam) — унитарная административная единица (округ) Уэльса со статусом города-графства (англ. county borough).
Унитарная единица образована Актом о местном управлении 1994 года путём объединения территорий традиционного графства Денбишир, включающих город Рексем и его окрестности, и двух районов традиционного графства Флинтшир — Английский Майлор и Марфорд.
Округ расположен в северном Уэльсе и граничит с округами Поуис на юге, Флинтшир и Денбишир на западе.
Основным городом является Рексем, кроме которого в состав области входят посёлки: Гуэрсиллт, Руабон и Чирк.